# Steinchisma cupreum
Steinchisma cupreum là một loài thực vật có hoa trong họ Hòa thảo. Loài này được (Hitchc. & Chase) W.V.Br. miêu tả khoa học đầu tiên năm 1977.